# Wilhelm Lenz
Pour les articles homonymes, voir Lenz.
Wilhelm Lenz (8 février 1888 à Francfort-sur-le-Main, province de Hesse-Nassau – 30 avril 1957 à Hambourg, Allemagne) était un physicien allemand connu pour ses travaux sur le modèle d'Ising et pour son application du vecteur de Runge-Lenz à l'ancien traitement quantique des atomes hydrogénoïdes.

## Biographie
En 1906, Lenz est diplômé de la Klinger-Oberralschule, une école secondaire non classique de Francfort et va étudier les mathématiques et la physique à l'Université de Göttingen. De 1908 à 1911, Lenz suit l'enseignement de Arnold Sommerfeld à l'Université de Munich et obtient son doctorat le 2 mars 1911. Après sa soutenance il reste à l'Université et devient l'assistant de Sommerfeld le 1er avril 1911. Il obtient son habilitation à diriger des recherches le 20 février 1914, devenant Privatdozent le 4 avril 1914.
Durant la Première Guerre mondiale, il sert en tant qu'opérateur radio en France et est récompensé de la Croix de fer de deuxième classe en 1916. À partir du 30 septembre 1920, il est de nouveau assistant de Sommerfeld à l'Institut de physique théorique de l'Université de Munich et obtient le titre de professeur  le 11 novembre 1920.  Le 1er décembre 1920, il devient professeur à l'Université de Rostock. 
De 1921 jusqu'à sa retraite en 1956, il est à l'Université de Hambourg, comme professeur de physique théorique et directeur de l'Institut de physique théorique,,,.
La création de la nouvelle chaire et de l'Institut de physique théorique à Hambourg était la conséquence des avancées allemandes en physique atomique et mécanique quantique et de l'intervention personnelle de Sommerfeld qui aida beaucoup de ses étudiants à obtenir un poste de professeur.
À Hambourg, Lenz eut pour élèves Ernst Ising et J. Hans D. Jensen ; ses assistants incluaient Wolfgang Pauli, Pascual Jordan et Albrecht Unsöld. Avec Pauli et Otto Stern, Lenz fit de l'Institut un centre international sur la physique nucléaire. Ils maintenaient d'étroites relations personnelles et scientifiques avec les instituts de physique théorique de Munich (Sommerfeld), Göttingen (Max Born) et Copenhague (Niels Bohr),.
À la retraite de Lenz en 1956, Harry Lehmann (en) lui succède.

## Livre
- Wilhelm Lenz Einführungsmathematik für Physiker (Verlagsanstalt Wolfenbüttel, 1947)

## Sources
- (en) Cet article est partiellement ou en totalité issu de l’article de Wikipédia en anglais intitulé « Wilhelm Lenz » (voir la liste des auteurs).

- Mehra, Jagdish, and Helmut Rechenberg The Historical Development of Quantum Theory. Volume 1 Part 1 The Quantum Theory of Planck, Einstein, Bohr and Sommerfeld 1900 – 1925: Its Foundation and the Rise of Its Difficulties. (Springer, 2001)  (ISBN 0-387-95174-1)
- Mehra, Jagdish, and Helmut Rechenberg The Historical Development of Quantum Theory. Volume 1 Part 2 The Quantum Theory of Planck, Einstein, Bohr and Sommerfeld 1900 – 1925: Its Foundation and the Rise of Its Difficulties. (Springer, 2001)  (ISBN 0-387-95175-X)
- Mehra, Jagdish, and Helmut Rechenberg The Historical Development of Quantum Theory. Volume 5 Erwin Schrödinger and the Rise of Wave Mechanics. Part 1 Schrödinger in Vienna and Zurich 1887-1925. (Springer, 2001)  (ISBN 0-387-95179-2)